# Batalla de Challans (7 d'abril 1794)

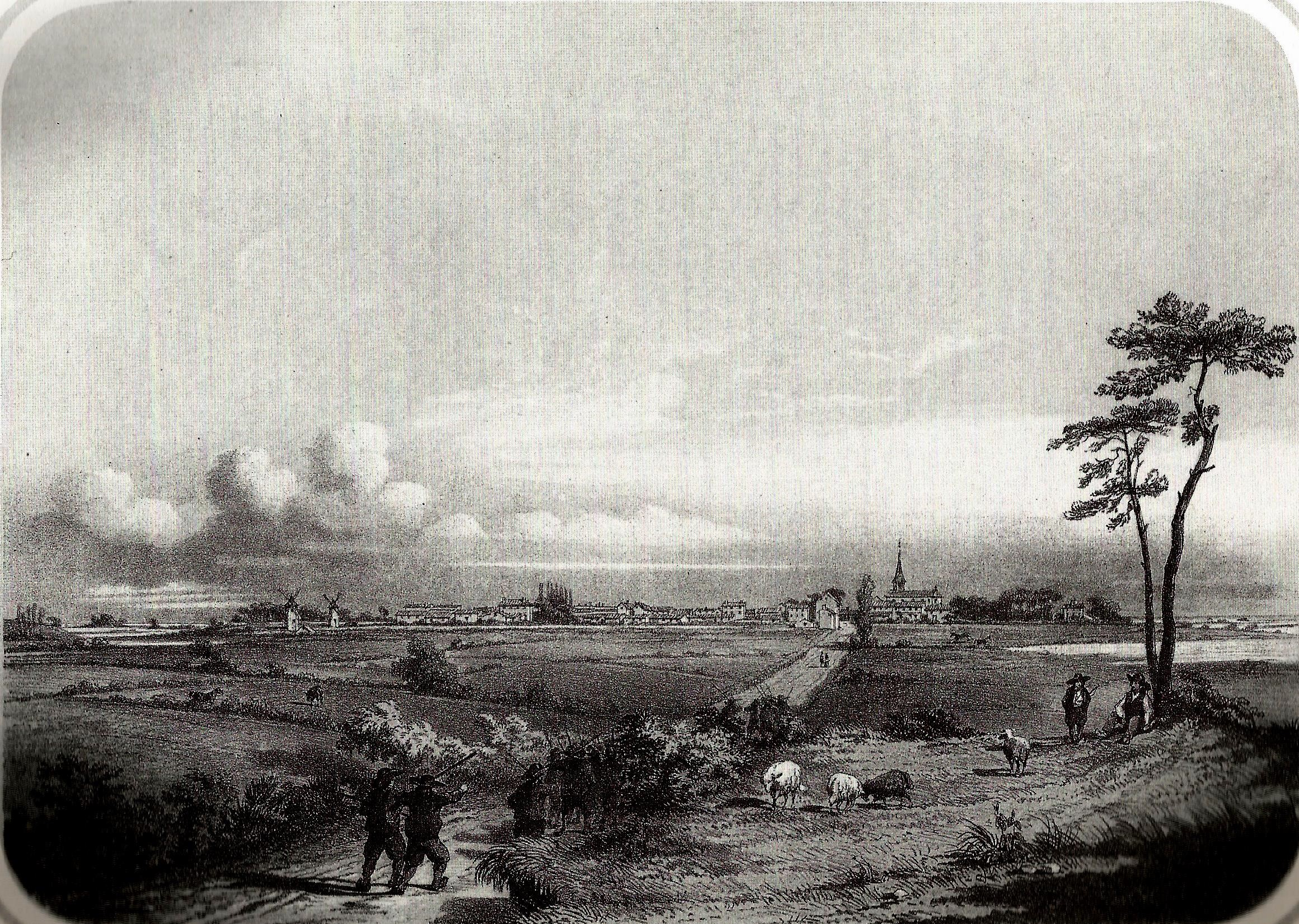
Challans (1850/60), gravat de Thomas Drake.

La segona batalla de Challans va tenir lloc el 7 d'abril de 1794 durant la guerra de Vendée. Acaba amb la victòria dels republicans que repel·leixen un atac dels Vendéans.

## Preludi
Després de la seva inesperada victòria a la batalla de Clouzeaux el 20 de març, Charette va començar a reconstruir les seves forces. Segons Lucas de La Championnière, aleshores va enviar genets
«a totes les parròquies amb l'ordre d'amenaçar de mort a qui no s'hi adherís i de matar immediatament el que semblava més amotinat per servir d'exemple als altres».
 El general en cap de l'exèrcit d'Occident, Turreau, no semblava preocupat per la supervivència del líder de Vendée. El 5 d'abril va escriure al ministre de la Guerra Jean-Baptiste Bouchotte:
"Charette ha viscut tant de fracàs que ja no conec cap exèrcit, no sé on és el seu partit, però quan reapareixerà si tanmateix reapareix, no perdré el temps perseguint-lo. Ara només hi ha dos cossos rebels a Vendée que mereixen una mica d'atenció, l'un comandat per Stofflet i l'altre per Marigny."
Per la seva banda, el general republicà Jacques Dutruy va dirigir, durant el mes de març, diverses expedicions al pantà, des de la població de Challans. Turreau, però, es va plantejar evacuar Challans i cremar el poble. Va enviar una carta en aquest sentit a l'adjudant general Boussard el 24 de març, però aquest es va oposar a aquesta idea en la resposta que li va enviar tres dies després.{Nota 1.}

## Forces presents
En el seu informe {Nota 2,} adreçat al Comitè de Seguretat Pública el mateix dia de la batalla, Melrand, agent nacional del districte, va augmentar la guarnició de Challans a 500 homes però va especificar que només 300 van lluitar, els altres havien quedat escampats pels aiguamolls. Charruau, receptor dels béns de Machecoul, esmenta, en una carta del 8 de maig, una guarnició de 900 republicans, reforçada per 300 homes al final de la lluita. Aquesta guarnició està a les ordres del general de brigada Dutruy i de l'ajudant general Boussard.
A les seves memòries {Nota 3,} l'oficial reialista Pierre-Suzanne Lucas de La Championnière no dona xifres, però també indica que la guarnició republicana era «poca en nombre». En el seu informe al general Turreau {Nota 4,} el general Dutruy especifica que la seva cavalleria només compta amb 18 homes forts.
El nombre de Vendéens és estimat en 4.000 per Melrand1 i en 3.000 per Charruau. L'autor reialista René Bittard des Portes estima que l'exèrcit de Charette en 1.500 homes durant l'atac.

## Procés
El 7 d'abril, l'exèrcit de Charette es va presentar davant Challans.
Els Vendéans tenen inicialment l'avantatge però inexplicablement fugen. Segons Lucas de La Championnière, els patriotes inicialment semblaven decidits a retirar-se a Sables-d'Olonne. Els habitants fan les maletes i l'artilleria s'aprofita. Tanmateix, un caixó escortat per uns gendarmes va aparèixer, al nord, a la carretera de Nantes, darrere l'exèrcit de Vendée. Aquest petit reforç va ser suficient per provocar el pànic entre els pagesos, que es creien atrapats en el foc creuat.

Dutruy va perseguir els fugitius durant una llegua amb la seva feble cavalleria. Torna a Challans al vespre. Segons Dutruy i Charruau, la batalla va durar aproximadament vuit hores.Charruau especifica que 
"si els bandolers haguessin pres Challans s'haurien apoderat d'un comboi de 80.000 cartutxos"
Aquesta victòria va valdre a l'adjudant general Boussard la seva promoció al grau de general de brigada el 10 d'abril.

## Pèrdues
En el seu informe a Turreau, el general Dutruy va anunciar que les pèrdues republicanes van ser de 29 morts i una trentena de ferits, mentre que estimava les baixes de Vendée en 200 morts. Aquesta valoració va ser transmesa per Turreau al ministre de Guerra {Nota 5.} Charruau va fer una declaració similar de pèrdues en la seva carta del 8 de maig: 60 morts o ferits pels republicans i 200 vendéans morts.